# 夢・恋・人。
「夢・恋・人。」（ゆめこいびと）は、藤村美樹の楽曲。1983年2月1日に徳間音楽工業のレーベルであるBourbon Recordより藤村唯一のシングルとして発売された。

## 背景
1973年にデビューし、1977年に解散したキャンディーズの元のメンバーであるミキこと藤村美樹が発表した唯一のソロシングルで、表題曲である「夢・恋・人。」は、カネボウ化粧品 '83 春のプロモーション『夢・恋・人。AVA』のイメージ・ソングとして起用された。

## 制作
表題曲とカップリング曲の「春 mon amour」共に、作詞を松本隆、作曲は当時YMOのメンバーとして活動していた細野晴臣が担当した。

## リリース
1983年2月1日に徳間音楽工業のレーベルであるBourbon Recordから、アルバム『夢恋人』の先行シングルとしてリリースされた。

## 収録曲
| 全作詞: 松本隆、全作曲・編曲: 細野晴臣。 |                  |        |            |      |
| #                                        | タイトル         | 作詞   | 作曲・編曲 | 時間 |
| 1.                                       | 「夢・恋・人。」 | 松本隆 | 細野晴臣   | 3:15 |
| 2.                                       | 「春 mon amour」 | 松本隆 | 細野晴臣   | 3:45 |
| 合計時間:                                | 合計時間:        | 7:00   |            |      |

## タイアップ
| # | 曲名             | タイアップ                                                               | 出典  |
| - | ---------------- | ------------------------------------------------------------------------ | ----- |
| 2 | 「夢・恋・人。」 | カネボウ化粧品 '83 春のプロモーション『夢・恋・人。AVA』イメージ・ソング | [ 2 ] |